# Пуеблито дел Рио (Порторико)
Пуеблито дел Рио (шп. Pueblito del Río) град је у америчкој острвској територији Порторико, острвској држави Кариба.

## Демографија
По попису из 2010. године број становника је 1.310, што је 171 (-11,5%) становника мање него 2000. године.
| Група             | 2000.         | 2010.         |
| Белци             | 7 (0,5%)      | 1 (0,1%)      |
| Афроамериканци    | 62 (4,2%)     | 129 (9,8%)    |
| Азијати           | 2 (0,1%)      | 0 (0,0%)      |
| Хиспаноамериканци | 1.472 (99,4%) | 1.303 (99,5%) |
| Укупно            | 1.481         | 1.310         |